# 宇能鴻一郎
宇能 鴻一郎（うの こういちろう、1934年7月25日 - 2024年8月28日）は、日本の小説家、官能小説家、推理作家。
北海道札幌市出身。本名鵜野 廣澄（うの ひろずみ）。下の名前を音読みした「ウノコウチョウ」をもじったペンネームであり、同人誌時代には「宇野興長」の筆名も用いていた。嵯峨島 昭（さがしま あきら）名義で推理小説も執筆している。

## 人物と作風
東京府士族の鵜野二弥と、佐賀県士族の綾（旧姓：徳久）の間に長男として出生。軍事会社の工場の副所長 であった父の転勤に従い各地を転々とし、奉天から敗戦で引き揚げた。満州時代、小学校5〜6年のころ、盗みを働いて捕まり、ロシアの司令官の邸宅で全裸のまま給仕をさせられたことがある、という。
1955年福岡県立修猷館高等学校から東京大学文科II類に進学。1959年同学文学部国文学卒、同学大学院に進学。1961年学位論文『原始古代日本文化の研究』で文学修士。1968年同学大学院博士課程満期退学。
大学在学中に『半世界』の同人 になり、1961年に自らの同人誌『螺旋』を創刊。同誌に発表した短篇『光の飢え』が『文学界』に転載され、芥川賞候補作となった。翌1962年、『鯨神』で第46回芥川賞受賞。同作は直ちに大映で映画化された（監督:田中徳三、主演:本郷功次郎、勝新太郎）。この時の原作料として、大映から100万円を示される。その後純文学の筆を折り、官能小説の世界に本格的に身を投じた。
「あたし、〜なんです」という女性の一人称モノローグを活用した独特の語調は、夕刊紙やスポーツ新聞への連載で一時代を築き、金子修介の劇場公開初監督作品『宇能鴻一郎の濡れて打つ』など、数十本が日活ロマンポルノなどで映画化されている。
1972年以降、嵯峨島 昭（さがしま あきら）の別名で推理小説も執筆。当初は覆面作家だったため、音読みすると「(正体を)探しましょう」と読めるペンネームを用いた。警視庁の酒島章警視を探偵役に、当初はシリアス路線で・途中からグルメや旅行をテーマにしたドタバタ調に転じて、多くの作品を発表している。なお、グルメ知識に関しては官能小説による多額の収入を投入して蓄積した本格的なもので、これらの後書きでは、文壇のグルメ批判（食の薀蓄を語ることは卑しい行為であるなど）に強く反論している。
1990年代半ば以降寡作化し、2005年に初期傑作集『べろべろの、母ちゃんは…』を刊行、2006年に『日刊ゲンダイ』の連載を終了して後は新作の発表がなかったが、2014年『夢十夜 双面神ヤヌスの谷崎・三島変化』で、純文学作家として復活。鎌倉を自宅とし、軽井沢にも別邸を持ち、横浜市金沢八景の敷地600坪の洋館で老秘書を従え、社交ダンスのパーティを開くなどの貴族的な暮らしぶりが伝えられる。
2024年8月28日に心不全のため死去。90歳没。

## 主著
（官能小説は、文庫化などされたもの）
1962年
- 『鯨神』[7] （1962年3月25日、文藝春秋新社）
  - 『鯨神』（1981年7月10日、中央公論社 中公文庫）
  - 『鯨神』（コミック、画:さいとう・たかを）（2008年11月20日、リイド社）

1964年
- 『完全な女』（1964年5月、学習研究社）

1965年
- 『楽欲』（1965年12月、新潮社）
- 『密戯・不倫』（1965年2月28日、新潮社）

1966年
- 『本能のモラル』（1966年10月、青春出版社）
- 『痺楽』（1966年4月5日、講談社）
- 『獣の悦び』（1966年12月20日、講談社）

1967年
- 『城賭けの闘茶』（1967年、人物往来社）- 歴史小説選書
- 『血の聖壇』（1967年9月、講談社）
  - 『血の聖壇』（1968年2月28日、講談社 講談社文庫）ISBN 978-4-06-111436-4
- 『絢爛たる暗黒 私記日本史』（1967年5月25日、新潮社）

1968年
- 『味な旅舌の旅』（1968年12月20日、日本交通公社）
  - 『美味めぐり あまカラ選書』（1977年7月1日、ロングセラーズ）- 「味な旅舌の旅」の改題再編集 ISBN 978-4845410071
  - 『味な旅舌の旅』（1980年8月10日、中央公論社 文庫版）ISBN 9784122007574
  - 『味な旅舌の旅 改版』（2010年10月25日、中央公論新社）ISBN 9784122053915
  - 『味な旅 舌の旅 新版』（2022年2月22日、中央公論新社）ISBN 9784122071759
- 『逸楽』（1968年7月、講談社）
  - 『逸楽』（1969年4月28日、講談社 講談社文庫）
- 『肉の壁』（1968年6月25日、光文社 (カッパ・ノベルス）
  - 『肉の壁』（1976年3月15日、ベストブック社）
  - 『肉の壁』（1988年3月20日、光文社 光文社文庫）
- 『私の女性開眼』（1968年1月10日、講談社）
- 『耽溺』（1968年、講談社）- 短編小説集- 短編小説集
  - 『耽溺』（1969年4月28日、講談社 講談社文庫）- 短編小説集

1969年
- 『伯爵令嬢の妖夢』（1969年6月12日、講談社）- 短編小説集
- 『痴戯』（1969年10月、講談社）- 短編小説集
- 『狂宴』（1969年5月28日、講談社）- 短編小説集

『魔楽』（講談社、昭44・2）
- 『魔楽』（1969年9月27日、講談社）- 短編小説集
- 『快楽の果実』（1969年5月20日、学習研究社）- 短編小説集
- 『黄金姦鬼』（1969年8月15日、新潮社）- 短編小説集

1970年
- 『宇能鴻一郎の本』（1970年7月、ベストセラーズ）- 短編小説集
- 『お菓子の家の魔女』（1970年10月、講談社）- 短編小説集
  - 『お菓子の家の魔女』（1975年1月22日、講談社 講談社文庫）ISBN 978-4-06-111758-7
- 『縄目の快楽』（1970年2月28日、講談社）- 短編小説集
  - 『縄目の快楽』（1975年5月13日、講談社）ISBN 978-4-06-111767-9
- 『秘本西遊記』（1970年4月10日、徳間書店）
  - 『秘本西遊記』（1983年6月15日、徳間書店）

1972年
- 『金髪 神々しき娼婦』（1972年12月、徳間書店）
  - 『金髪』（1984年3月15日、徳間書店 徳間文庫）
- 『交換旅行』（1972年、青樹社） 
  - 『交換旅行』（1978年3月10日、双葉社）
  - 『交換旅行』（1987年11月25日、双葉社 双葉文庫）
- 『淡月斎 女人斬り』（1972年7月15日、桃園書房）

1973年
- 『女ざかり』（1973年2月15日、双葉社）
  - 『女ざかり』（コミック、画:村山一夫）（1983年1月24日、双葉社）
  - 『女ざかり』（1983年11月25日、双葉社 双葉文庫）
  - 『女ざかり 2』（コミック、画:村山一夫）（1984年2月9日、双葉社）
- 『大剣一閃金髪を斬れ 忘鬼一郎旅券控』（1973年9月10日、徳間書店）
- 『恋ざかり』（1973年9月15日、双葉社）
  - 『恋ざかり』（コミック、画:村山一夫）（1982年8月19日、双葉社）
  - 『恋ざかり』（1984年6月25日、双葉社 双葉文庫）
- 『肌ざんげ』（1973年10月15日、青樹社）
- 『花じまり』（1973年12月15日、実業之日本社）
- 『官能旅行』（1973年、青樹社）
  - 『官能旅行』（1977年8月20日、青樹社）

1974年
- 『男あさり』（1974年1月25日、青樹社）
- 『淡月斎 美人選びも剣しだい』（1974年2月5日、桃園書房）
- 『女体淫楽 いい感じになる体験』（1974年2月15日、ベストセラーズ）
  - 『女体淫楽 いい感じになる体験』（1985年2月15日、ベストセラーズ）
- 『あつい夜』（1974年3月30日、サンケイ新聞社出版局）
  - 『あつい夜』（1984年12月15日、勁文社 文庫版）
- 『淡月斎 ハゲは女で退治せよ』（1974年4月5日、桃園書房）
- 『花芯くらべ 告白実験小説』（1974年4月20日、双葉社）
  - 『花芯くらべ』（1986年5月25日、双葉社 双葉文庫）
- 『美女降霊』（1974年4月、徳間書店）
- 『色情狂は媚薬で殺せ 忘鬼一郎旅券控』（1974年6月10日、徳間書店）
- 『遊びざかり』（1974年6月10日、双葉社）
  - 『遊びざかり』（コミック、画:村山一夫）（1982年5月19日、双葉社）
  - 『遊びざかり』（1984年10月12日、双葉社 双葉文庫）
- 『腕だめし』（1974年6月15日、青樹社）
  - 『腕だめし』（1978年6月、青樹社）
- 『ためいき』（1974年7月5日、新潮社）
- 『肌じめり』（1974年8月31日、サンケイ新聞社出版局） 『肌じめり』（サンケイ出版、昭49・3）
  - 『肌じめり』（1985年5月1日、勁文社 文庫版）
- 『連休あそび』（1974年9月10日、青樹社）
  - 『連休あそび』（1987年5月15日、青樹社）ISBN 9784791303557
- 『好奇心ざかり』（1974年9月15日、双葉社）
  - 『好奇心ざかり 新装版』（1979年9月、双葉社）
  - 『好奇心ざかり』（コミック、画:村山一夫）（1982年2月14日、双葉社）
  - 『好奇心ざかり』（1984年12月12日、双葉社 双葉文庫）
- 『よろこび』（1974年10月18日、講談社）
- 『男あそび』（1974年12月25日、光文社）
- 『人形あそび』（1974年12月25日、光文社）
  - 『人形あそび』（1986年5月25日、光文社CR文庫）

1975年
- 『花やぶり』（1975年1月10日、実業之日本社）
- 『肌じめり 誘われ魔』（1975年2月3日、サンケイ出版社）
- 『甘い肌』（1975年2月25日、青樹社）
- 『すわっぷ団地』（1975年3月10日、徳間書店）
  - 『すわっぷ団地』（1984年12月15日、徳間書店 文庫版）
- 『すわっぷあそび』（1975年3月10日、双葉社）
  - 『すわっぷあそび』（1985年3月1日、双葉社 双葉文庫）
- 『わななき』（1975年4月20日、新潮社）
- 『男めぐり』（1975年5月、徳間書店）
- 『熟れてゆく』（1975年7月31日、サンケイ新聞社）
- 『童貞あそび』（1975年8月10日、双葉社）
  - 『童貞あそび』（コミック、画:村山一夫）（1982年8月3日、双葉社）
  - 『童貞あそび』（1987年1月25日、双葉社 双葉文庫）
- 『歌麿あそび 金髪エロチカ』（1975年9月20日、双葉社）
  - 『歌麿あそび 金髪エロチカ』（1985年9月25日、双葉社 双葉文庫）
- 『いろごよみ 好色めつれつ篇』（1975年11月20日、東京スポーツ新聞社）
  - 『いろごよみ 好色めつれつ篇』（1979年12月1日、青樹社）
- 『斬殺集団』（1975年11月25日、新潮社） 
  - 『斬殺集団 私説新撰組』（1979年12月31日、青樹社）
- 『むちむちぷりん』（1975年、徳間書店）
  - 『むちむちぷりん』（1985年4月1日、徳間書店 徳間文庫）
  - 『むちむちぷりん 精選版』（2016年2月15日、徳間書店 徳間文庫）

1976年
- 『二人がかり』（1976年2月10日、青樹社）
- 『濡れて立つ』（1976年2月29日、集英社）
- 『いろごよみ 大奥乱痴気篇』（1976年4月、東京スポーツ新聞社）
  - 『いろごよみ 大奥乱痴気篇』（1979年12月1日、青樹社）
- 『あじくらべ 』（1976年6月20日、ベストブック社）
- 『熟れて開く』（1976年6月30日、サンケイ出版）
- 『匂う肌』（1976年7月、サンケイ出版）
- 『タレントあそび』（1976年9月25日、双葉社）  
  - 『タレントあそび』（コミック、画:村山一夫）（1982年4月24日、双葉社）
  - 『タレントあそび』（1986年1月25日、双葉社 双葉文庫）
- 『あれは遊びよ』（1976年10月29日、サンケイ出版）
- 『目覚めちゃったの』（1976年12月10日、東京スポーツ新聞社）
  - 『続 目覚めちゃったの』（1977年7月15日、東京スポーツ新聞社）
- 『男たらし』（1976年12月16日、講談社）
  - 『男たらし』（1979年6月20日、講談社）
- 『貝くらべ』（1976年12月、新潮社）
- 『男ごろし』（1976年、講談社）
  - 『男ごろし 江戸保留乃』（1989年9月15日、双葉社 双葉文庫）
- 『暗く甘い舌』（1976年、集英社）
  - 『暗く甘い舌』（1980年、グリーンアロー出版社）
- 『男あそび』（1976年、光文社）
  - 『男あそび』（1987年1月25日、光文社 CR文庫）

1977年
- 『結婚しちゃえば』（1977年1月31日、サンケイ出版）
- 『好きで上手で（上）』（1977年3月17日、講談社）
- 『好きで上手で（下）』（1977年3月17日、講談社）
- 『もだえ寝』（1977年5月10日、徳間書店）
- 『好色姫栗毛』（1977年6月25日、実業之日本社）
- 『女びらき』（1977年7月22日、講談社）
- 『帰省同棲』（1977年11月1日、青樹社）ISBN 978-4791301423
- 『女じめり』（1977年12月16日、講談社）
  - 『女じめり』（1979年10月18日、講談社 講談社文庫）
  - 『女じめり 江戸保留乃』（1990年4月15日、双葉社 双葉文庫）
- 『むれむれ夫人』（1977年12月25日、徳間書店）
  - 『むれむれ夫人』（1985年11月15日、徳間書店 文庫版）

1978年
- 『濡らされたいの』（1978年1月24日、講談社）
- 『すすりなき』（1978年1月25日、新潮社）
- 『あげちゃいたいの』（1978年1月27日、講談社）
- 『脱いで診たいの 看護婦寮日記』（1978年7月10日、講談社）
- 『食べられたいの 見習い看護婦日記』（1978年7月20日、講談社）
- 『淡月斎・女子学生検め申す』（1978年9月、桃園書房）
- 『あたし好きなの』（1978年11月1日、双葉社）
  - 『あたし好きなの』（1986年9月25日、双葉社 双葉文庫）

1979年
- 『淡月斎 花嫁教育』（1979年2月5日、桃園書房）
- 『巨器クラブ』（1979年2月10日、徳間書店）
- 『濡れて開く』（1979年2月25日、集英社）
- 『淡月斎 富豪夫人はヌードがお好き』（1979年3月1日、桃園書房）
- 『あつく湿って』（1979年4月、サンケイ出版）
- 『あたし看護婦』（1979年7月20日、青樹社）
- 『味くらべ シリーズ人妻 新婚編』（1979年9月5日、グリーンアロー出版社）
- 『濡れて飛ぶ スチュワーデス日記』（1979年9月12日、講談社）ISBN 978-4-06-111869-0
  - 『濡れて飛ぶ スチュワーデス日記』（1992年7月15日、勁文社）ISBN 9784766916393
- 『浮気くらべ シリーズ人妻 熱中編』（1979年9月15日、グリーンアロー出版社）
- 『脱いで試して デパート店員日記』（1979年9月16日、講談社）
  - 『デパート店員日記 脱いで試して』（1985年9月15日、勁文社 文庫版）
- 『学園あそび』（1979年12月1日、双葉社）
  - 『学園あそび』（1985年7月25日、双葉社 双葉文庫）
- 『あつく迫る』（1979年12月6日、サンケイ出版）

1980年
- 『淡月斎 感度曲線』（1980年3月、桃園書房）
- 『蒼ざめた牙』（1980年6月1日、グリーンアロー出版社）
- 『トルコ日記』（1980年6月12日、講談社）
- 『目覚めちゃったの 思春期篇』（1980年10月、青樹社）
- 『目覚めちゃったの 爛熟期篇』（1980年11月25日、青樹社）
- 『翔んで開く』（1980年12月1日、主婦と生活社）

1981年
- 『OL日記』（1981年1月19日、講談社）
- 『初体験請負マダム』（1981年2月25日、青樹社）
- 『秘書あそび』（1981年2月25日、実業之日本社）
- 『濡れて探る』（1981年3月30日、光文社）
  - 『濡れて探る』（1989年6月20日、光文社 文庫版）
- 『淡月斎 女体がえし』（1981年6月、桃園書房）
- 『濡れて学ぶ』（1981年8月、講談社）
- 『モテ方指南 告白小説 合宿同棲』（1981年11月30日、青樹社）

1982年
- 『女好き』（1982年1月1日、青樹社）ISBN 9784791300938
- 『濡れはじめ』（1982年2月10日、広済堂出版）
- 『ためいき Part1 春草編（1982年2月、グリーンアロー出版社）
- 『ためいき Part2 薫風編（1982年2月、グリーンアロー出版社）
- 『淡月斎 銀行OL肉体口座』（1982年3月1日、桃園書房）
- 『ホテルメイド日記』（1982年4月1日、講談社）ISBN 978-4061308374
- 『濡れて騎る』（1982年5月1日、青樹社）
  - 『濡れて騎る』（1986年7月25日、光文社CR文庫）
- 『わななき Part1 陽炎編』（1982年5月15日、グリーンアロー出版社）
- 『わななき Part2 朧月編』（1982年5月25日、グリーンアロー出版社）
- 『交換あそび』（コミック、画:村山一夫）（1982年6月24日、双葉社）
- 『蜜さぐり』（1982年7月25日、双葉社）
  - 『蜜さぐり』（1987年3月25日、双葉社 双葉文庫）
- 『淡月斎 催淫催眠術』（1982年12月10日、桃園書房）
- 『濡れて脱ぐ(上) しろうと女優の巻』（1982年12月25日、勁文社）
  - 『濡れて脱ぐ PART 1』（1985年3月15日、勁文社 文庫版）
- 『濡れて脱ぐ(下) ホンバン女優の巻』（1982年12月25日、勁文社）
  - 『濡れて脱ぐ PART 2』（1985年3月15日、勁文社 文庫版）

1983年
- 『女医も濡れるの』（1983年4月1日、講談社）ISBN 9784062004923
  - 『女医も濡れるの』（1991年12月15日、徳間書店 徳間文庫）ISBN 9784195994245
- 『男あそび〈part 1〉饗宴編』（1983年8月5日、グリーンアロー出版社）
- 『男あそび〈part 2〉繚乱編』（1983年8月5日、グリーンアロー出版社）
- 『人妻社員シリーズ（勁文社）
  - 『人妻社員シリーズ 1 浮気日記』（1983年12月15日）
  - 『人妻社員シリーズ 2 火遊び出張』（1984年2月15日）
  - 『人妻社員シリーズ 3 盗聴作戦』（1984年5月15日）
  - 『人妻社員シリーズ 4 盗聴作戦』（1984年6月15日）

1984年
- 『濡れて入れる』（1984年2月15日、グリーンアロー出版社）
- 『花魁小桜の足』（1984年4月1日、双葉社） 
  - 『花魁小桜の足』（1988年3月25日、双葉社 双葉文庫）
- 『淡月斎 美人秘書発情責め』（1984年5月1日、桃園書房）
- 『人妻いじめ』（1984年8月15日、勁文社）
- 『濡れて打つ』（1984年8月15日、グリーンアロー出版社）
- 『新妻いじめ』（1984年10月15日、勁文社）

1985年
- 『人妻せせり』（1985年1月15日、勁文社）
- 『生まれたまんま』（1985年7月1日 勁文社）
- 『浮気は留守に』（1985年7月15日、桃園書房）
- 『女子大生気まぐれ旅行』（1985年9月15日、桃園書房）
- 『女体開検』（1985年10月5日、東都書房）
  - 『女体開検』（1992年11月15日、徳間書店 文庫版）
- 『人妻下宿日記』（1985年11月15日、勁文社）

1986年
- 『脱いでゆく』（1986年1月3日、読売新聞社）
- 『女子高生秘密日記』（1986年2月15日、勁文社）
- 『淫行OL日記 あれは遊びよ』（1986年4月1日、勁文社）
- 『赤坂好色マダム』（1986年4月15日、桃園書房）
- 『巡回診療魔 超次元西遊記』（1986年6月15日、桃園書房（桃園文庫））
- 『泡姫実習日記』（1986年8月15日、勁文社）
- 『若妻体験ごっこ シリーズ人妻 熱中快楽編』（1986年9月30日、グリーンアロー出版社）
- 『人妻ざかり』（1986年10月5日、双葉社）ISBN 978-4575001594
  - 『人妻ざかり』（1988年11月25日、双葉社 双葉文庫）ISBN 9784575501995
- 『視姦 ジェイムズ・ジョイス風に』（1986年10月10日、青樹社）ISBN 9784791304042
  - 『視姦 ジェイムズ・ジョイス風に』（1991年4月10日、青樹社）ISBN 9784791306459
- 『新妻不倫ごっこ　シリーズ人妻 熱中好淫編（1986年11月10日、グリーンアロー出版社）
- 『女教師淫行日記』（1986年11月15日、勁文社）

1987年
- 『淫ら妻』（1987年1月30日、青樹社）
- 『淡月斎 官能教室』（1987年2月15日、桃園書房）
- 『人妻看護日記』（1987年3月15日、勁文社）
- 『女子医大生 性感クリニック』（1987年5月30日、実業之日本社）
- 『桃さぐり』（1987年6月25日、双葉社）
- 『淡月斎 名門夫人調教』（1987年12月15日、桃園書房）

1988年
- 『桃代みだら日記』（1988年5月15日、勁文社）
- 『背徳新婚旅行』（1988年9月10日、グリーンアロー出版社）
- 『蜜月まんだら模様』（1988年10月1日、グリーンアロー出版社）
- 『若女将混浴日記』（1988年11月15日、勁文社）

1989年
- 『淫好夫人』（1989年1月10日、グリーンアロー出版社）
- 『色白女教師』（1989年1月10日、双葉社）
  - 『色白女教師』（1991年4月15日、双葉社 双葉文庫）
- 『女子高体育部室』（1989年3月20日、グリーンアロー出版社）
- 『淫行露天風呂』（1989年4月15日、勁文社）
- 『湯煙り絶頂ママ』（1989年7月10日、グリーンアロー出版社）
- 『隣人の妻』（1989年7月25日、双葉社）ISBN 9784575002898
  - 『隣人の妻』（1991年12月15日、双葉社 双葉文庫）ISBN 9784575503463

1990年
- 『隣りの女』（1990年1月25日、双葉社）
- 『谷間の光景』（1990年2月5日、グリーンアロー出版社）
  - 『隣りの女』（1992年5月15日、双葉社 双葉文庫）
- 『背徳図鑑』（1990年6月20日、光文社）
- 『薔薇夫人の私生活』（1990年6月30日、青樹社）ISBN 9784791306077
- 『人妻大学生』（1990年7月25日、双葉社）
  - 『人妻大学生』（1992年8月1日、双葉社 双葉文庫）
- 『社長若夫人日記』（1990年9月15日、勁文社）
- 『好色美人課長』（1990年11月25日、双葉社）ISBN 9784575003376
  - 『好色美人課長』（1993年3月15日、双葉社 双葉文庫）ISBN 9784575504118
- 『おんな体育教師』（1990年12月15日、徳間書店）
- 『夫婦交換(スワッピング)日記』（1990年12月15日、勁文社）
- 『O・Lコレクション』（1990年12月30日、青樹社）

1991年
- 『ソープランド・ボーイ日記』（1991年4月15日、勁文社）
- 『妻の日記』（1991年4月25日、双葉社）ISBN 9784575003529
  - 『妻の日記』（1993年10月15日、双葉社 双葉文庫）ISBN 9784575504415
- 『メイド日記』（1991年5月15日、徳間書店）
- 『淡月斎 女子大生なぶり』（1991年5月15日、桃園書房）
- 『ソープランド日記』（1991年8月15日、徳間書店）

1992年
- 『温泉ギャル(秘)ツアー』（1992年5月25日、双葉社）ISBN 9784575003963
- 『むっちり妻』（1992年7月15日、徳間書店）
- 『OLあそび』（1992年11月20日、双葉社）ISBN 9784575004175
  - 『OLあそび』（1995年3月15日、双葉社 双葉文庫）ISBN 9784575505153

1993年
- 『セクハラ大好き』（1993年3月15日、徳間書店）
- 『女子高校教師』（1993年5月25日、双葉社）ISBN 9784575004373
  - 『女子高校教師』（1996年4月15日、双葉社 双葉文庫）ISBN 9784575505610
- 『むちむち混浴ギャル』（1993年8月15日、徳間書店）
- 『レンタル妻』（1993年11月25日、双葉社）ISBN 9784575004571
  - 『レンタル妻』（1997年5月14日、双葉社 双葉文庫）ISBN 9784575506099

1994年
- 『女性キャスターマル秘検査』（1994年2月15日、徳間書店）
- 『社内妻日記』（1994年9月15日、徳間書店）
- 『温泉(秘)ギャル』（1994年12月15日、双葉社）

1995年
- 『社内(秘)OL妻』（1995年2月15日、徳間書店）
- 『日本全国淫行ツアー』（1995年7月15日、徳間書店）
- 『淡月斎 女人礼法』（1995年8月1日、リイド社）
- 『美人社長(秘)日記』（1995年8月25日、双葉社）

2005年以降
- 『べろべろの、母ちゃんは…（初期傑作集）』（2005年12月26日、出版芸術社）
- 『夢十夜 双面神ヤヌスの谷崎・三島変化』（2014年2月25日、広済堂出版）
- 『むちむちぷりん 精選版』（2016年2月5日、徳間書店）
- 『姫君を喰う話 宇能鴻一郎傑作短編集』（2021年7月27日、新潮社 新潮文庫）
- 『甘美な牢獄』（2022年8月25日、烏有書林）
- 『アルマジロの手 宇能鴻一郎傑作短編集』（2023年12月25日、新潮社 新潮文庫）

## 推理小説作品リスト

### 嵯峨島昭 名義
- 『踊り子殺人事件』（1972年9月、光文社 カッパ・ノベルス）
  - 『踊り子殺人事件』（1981年2月15日、徳間書店 徳間文庫）ISBN 978-4195671580
- 『白い華燭』（1974年1月、光文社 カッパ・ノベルス）ISBN 9784334022525
  - 『白い華燭』（1984年11月20日、光文社 光文社文庫）ISBN 9784334700621
- 『札幌夫人』（1976年9月25日、実業之日本社）
  - 『札幌夫人』（1989年1月20日、光文社 光文社文庫）ISBN 9784334708764
- 『湘南夫人』（1978年4月1日、光文社 カッパ・ノベルス）ISBN 9784334023416
  - 『湘南夫人』（1989年8月20日、光文社 光文社文庫）ISBN 978-4334709877
- 『軽井沢夫人』（1979年6月30日、光文社 カッパ・ノベルス）9784334023744
  - 『軽井沢夫人』（1988年7月1日、光文社 光文社文庫）ISBN 9784334707743
- 『猛獣狩殺人事件』（1980年2月1日、徳間書店）ISBN 9784191519008
  - 『猛獣狩殺人事件』（1984年9月15日、徳間書店 徳間文庫）ISBN 9784195677117
- 『深海恐竜殺人事件』（1980年7月、徳間書店） ISBN 9784191519879
  - 『深海恐竜殺人事件』（1985年7月1日、徳間書店 徳間文庫）ISBN 978-4195678848
- 『愛と死の幕営』 (短篇集) （1981年12月、広済堂出版）
- 『デリシャス殺人事件 酒島警視の食道楽犯罪簿』（1982年4月15日、光文社 カッパ・ノベルス）ISBN 9784334024642
- 『美食倶楽部 グルメ殺人事件』（1984年5月1日、光文社 カッパ・ノベルス）ISBN 978-4334025533
  - 『美食倶楽部 グルメ殺人事件』（1989年10月20日、光文社 光文社文庫）ISBN 9784334710286
- 『グルメ刑事(デカ) 美味めぐり殺人事件』（1987年4月30日、光文社 カッパ・ノベルス） ISBN 9784334026967
  - 『グルメ刑事(デカ) 美味めぐり殺人事件』（1990年11月20日、光文社 光文社文庫）ISBN 9784334712402
- 『ラーメン殺人事件』（1991年8月20日、光文社 光文社文庫）ISBN 9784334713744
- 『秘湯ギャル探偵疾る！』（1992年4月20日、光文社 光文社文庫） ISBN 9784334715052
- 『「活けじめ美女」殺人事件』（1993年5月20日、光文社 光文社文庫）ISBN 9784334717032

## 電子書籍
- 『女貝万華鏡（めかいまんげきょう）シリーズ』パブリッシングリンク 2009/07/14～（毎週木曜日配信）